# 키드 록
키드 록(영어: Kid Rock)이라는 예명을 쓰는 로버트 제임스 리치(영어: Robert James Ritchie, 1971년 1월 17일 ~ )는 미국의 싱어송라이터이다.
키드 록은 1988년 등장한 이후 2012년까지 여덟 장의 정규 앨범을 발표하였으며 그래미 상에 다섯 번 후보로 오른 적이 있다. 애틀랜틱 레코드에서 발매한 《Devil Without a Cause》를 통해 주목을 받았으며, 〈Bawitdaba〉, 〈Cowboy〉, 〈Only God Knows Why〉 등의 인기곡을 발표하며 모두 1천 1백만 장의 음반 판매고를 올렸다. 2000년에는 그의 인기 싱글곡들의 재편곡/재녹음판, 그리고 미공개곡인 〈Abortion〉 등을 수록한 편집 음반 《The History of Rock》을 발매하였다.
이듬해인 2001년 《Cocky》를 발매하였다. 이 앨범은 컨트리풍의 곡인 〈Picture〉을 통해 인기를 얻었고 5백만 장이 팔려나갔다. 2003년 자신의 이름을 걸고 발매한 앨범 《Kid Rock》은 빌보드 차트 8위에 오르며 미국에서는 플래티넘 인증을 받았다.

## 음악 성향
키드 록의 음악 성향은 미드웨스트 힙합, 헤비 메탈, 컨트리 록, 랩 록 등을 망라한다. 그가 영향을 받은 음악가에는 워렌 지본, 짐 크로치, 행크 윌리엄즈, 조니 캐시, 데이비드 앨런 코, 밥 시거, 비스티 보이즈, 레너드 스키너드, 다이 앤트우드 등이 있다.

## 음반
다음은 키드 록이 발매한 정규 음반과 편집 음반이다.
- Grits Sandwiches for Breakfast (1990년)
- The Polyfuze Method (1993년)
- Early Mornin' Stoned Pimp (1996년)
- Devil Without a Cause (1998년)
- The History of Rock (2000년)
- Cocky (2001년)
- Kid Rock (2003년)
- Live Trucker (2006년)
- Rock n Roll Jesus (2007년)
- Born Free (2010년)